# Ladislav Gerle
Ladislav Gerle (26. listopadu 1936 Kozlovice — 25. ledna 2015 Praha[zdroj?]) byl český a československý politik Komunistické strany Československa, ministr hutnictví a těžkého průmyslu, místopředseda vlád ČSSR a ministr hutnictví, strojírenství a elektrotechniky, poslanec Sněmovny národů Federálního shromáždění za normalizace. Po sametové revoluci se věnoval soukromému podnikání.

## Biografie
V roce 1959 absolvoval Fakultu strojního inženýrství na Vysoké škole báňské v Ostravě. Pracoval v Nové huti Klementa Gottwalda jako pomocník valcíře, mistr válcovny trub, vedoucí válcovací tratě a v letech 1966–1970 se pak v tomto podniku stal vedoucím výroby závod Karviná. Angažoval se v ROH a byl poslancem MěNV v Karviné. Postupně se posouval na vládní posty. V roce 1970 byl jmenován zástupcem náměstka (později náměstkem) ministra pro technický rozvoj a investice Nové huti Klementa Gottwalda. V roce 1975 usedl na post technického ředitele Generálního ředitelství VHJ Hutnictví železa Praha.
Od 1. května 1978 do roku 1979 působil jako náměstek ministra a v letech 1979–1981 jako ministr hutnictví a těžkého průmyslu ČSSR v třetí vládě Lubomíra Štrougala. Od roku 1981 do roku 1988 byl místopředsedou vlád ČSSR v čtvrté vládě Lubomíra Štrougala a páté vládě Lubomíra Štrougala, aby zakončil svou vládní kariéru coby ministr hutnictví, strojírenství a elektrotechniky v šesté vládě Lubomíra Štrougala v roce 1988.
Zastával rovněž vysoké posty v komunistické straně. XVI. sjezd KSČ ho zvolil členem Ústředního výboru Komunistické strany Československa. Na postu člena ÚV KSČ ho potvrdil XVII. sjezd KSČ.
Zasedal i v zákonodárných sborech. Ve volbách roku 1981 zasedl za KSČ do české části Sněmovny národů (volební obvod č. 15 – Mladá Boleslav, Středočeský kraj). Mandát obhájil ve volbách roku 1986 (obvod Mladá Boleslav). Ve Federálním shromáždění setrval do konce roku 1988, kdy „z důvodů dlouhodobého pracovního přidělení do zahraničí“ rezignoval na svůj post.
V září 1986 mu byl propůjčen Řád Vítězného února.
Počátkem 21. století stanul před soudem v kauze údajného vytunelování podniku Válcovny trub Chomutov. Skupina obžalovaných včetně Gerleho čelila podezření, že majetek firmy VT Chomutov (dříve VT Dioss Chomutov) a jejích tří dceřiných společností v hodnotě 1,7 miliardy korun převedli v roce 1997 na jinou firmu (Válcovny trub Chomutov se sídlem v Karlových Varech). V lednu 2009 ale Krajský soud všechny zprostil obžaloby.